# کلاه‌صورتی درازبرگ
کلاه‌صورتی درازبرگ (نام علمی: Scadoxus longifolius) نام یک گونه از سرده کلاه‌صورتی‌ها است.